# Peter Goldblatt
Peter Goldblatt (Johannesburg, 8 oktober 1943) is een Amerikaanse botanicus van Zuid-Afrikaanse afkomst. Sinds 1978 is hij inwoner van de Verenigde Staten.
Hij studeerde aan de University of the Witwatersrand in Johannesburg (Zuid-Afrika), waar hij in 1966 zijn Bachelor of Science behaalde. In 1970 promoveerde hij aan de University of Cape Town.
In 1967 onderwees Goldblatt plantkunde aan de University of the Witwatersrand. Van 1968 tot 1977 doceerde hij plantkunde aan de University of Cape Town. Van 2000 tot 2004 was hij adjunct-hoogleraar aan de Portland State University. Van mei tot augustus 1988 was hij gastonderzoeker bij het Muséum national d'histoire naturelle in Parijs.
Goldblatt is adjunct-hoogleraar aan de St. Louis University (sinds 1979), de Washington University (sinds 1980) en de University of Missouri-St. Louis (sinds 1986), universiteiten die zich in Saint Louis (Missouri) bevinden. Sinds 1972 is hij actief bij de Missouri Botanical Garden, waar hij zich vooral bezighoudt met de collectie Afrikaanse planten.
Goldblatt is vanaf 1978 samen met Dale E. Johnson redacteur van de Index to Plant Chromosome Numbers. Dit is een database die is gericht op de ontsluiting van de aantallen chromosomen van planten met verwijzingen naar de bronnen waarin deze aantallen voor het eerst zijn opgenomen.
Goldblatt houdt zich bezig met onderzoek betreffende de systematiek en evolutiebiologie van de lissenfamilie (Iridaceae), waarbij hij zich vooral richt op Afrikaanse genera (onder meer Babania, Ixia en Aristea). Ook onderzoekt hij de bloemecologie en bestuiving van leden van de lissenfamilie. Onder andere de bestuiving door tweevleugeligen met een meer dan 2 cm lange tong uit de families Nemestrinidae en Tabanidae maakt deel uit van dit onderzoek. Hij doet eveneens onderzoek naar de fylogenie van de lissenfamilie, waarbij hij zich vooral richt op de onderfamilie Crocoideae. Hij maakt hierbij onder meer gebruik van moleculaire klokken en DNA-sequenties van plastiden. Daarnaast houdt hij zich bezig met onderzoek naar de flora van de Kaapstreek in Zuid-Afrika.
Goldblatt heeft meegewerkt in de Angiosperm Phylogeny Group. Hij is (mede)auteur van meer dan zevenhonderd botanische namen. Hij is co-auteur van meerdere boeken met betrekking tot de lissenfamilie en planten uit Zuid-Afrika. Hij heeft artikels op zijn naam staan in Annals of the Missouri Botanical Garden (waarvan hij redactielid was van 1972 tot 1998), Brittonia, Nordic Journal of Botany, Novon en Systematic Botany. Hij participeert in de Flora Mesoamericana, een samenwerkingsproject dat is gericht op het in kaart brengen en beschrijven van de vaatplanten van Meso-Amerika.
In 1999 kreeg Goldblatt de Herbert Medal van de International Bulb Society. Hij is lid van wetenschappelijke organisaties als de American Society of Plant Taxonomists, de Botanical Society of America, de South African Association of Botanists en de Association for the Taxonomic Study of Tropical African Flora.